# 德古拉小鿕
德古拉小鿕又可稱德古拉魚、小吸血鬼魚（学名：Danionella dracula）为鲤科小鿕屬的一種，分布於亞洲緬甸.，由於牠們擁有不尋常的尖牙，因而得名為德古拉魚，雄性的德古拉魚擁有突出的牙齒狀骨骼，可以觀察到雄魚是使用牠們的尖牙與其它雄魚進行爭鬥。，本魚體幾近透明，則有些會稍微帶點微綠的色澤，德古拉魚缺乏鱗片，體長為1.7公分，可做為觀賞魚。魚類學家Dr Ralf Britz博士利用愛爾蘭小說家布莱姆·斯托克的小說作品德古拉來為這種魚命名，Dr Ralf Britz博士還說德古拉魚是他過去十幾年來的研究中發現的最特別的脊椎動物之一。